# Stephen Longespée
Stephen Longespée (* 1216; † 1260) war ein englischer Ritter, der als Seneschall der Gascogne und als Justiciar of Ireland diente. 
Stephen Longespée war ein jüngerer Sohn von William Longespée, 3. Earl of Salisbury und von dessen Frau Ela of Salisbury, damit war er ein Cousin des englischen Königs Heinrich III. Der König verheiratete ihn um 1243 mit Emeline de Ridelsford, einer Tochter von Walter de Ridelsford und Witwe des anglo-irischen Lords Hugh de Lacy, 1. Earl of Ulster. Seine Frau war eine der Erbinnen ihres Großvaters Walter de Ridelisford, so dass Longespée Besitzungen in Connacht und Leinster in Irland erwarb. 1255 wurde Longespée vom König zum Seneschall der Gascogne ernannt. Als der Thronfolger Lord Eduard 1256 die Gascogne als Teil seiner Apanage erhielt, kam es wiederholt zu Streitigkeiten, als der König über Longespée in die Verwaltung der Gascogne eingriff. Nach der Rückkehr Lord Eduards nach England 1255 blieb Longespée noch bis 1257 als Seneschall in der Gascogne, ehe auch er nach England zurückkehrte. Als Lord Eduard 1258 nur widerstrebend die Provisions of Oxford anerkannte, gehörte Longespée zu den vier Ratgebern, die ihm zur Seite gestellt wurden, damit er das Reformprogramm akzeptierte. Als einziger dieser vier Ratgeber wurde Longespée Anfang 1259 zu den Gefolgsleuten des Thronfolgers gezählt. 1259 wurde er Justiciar of Ireland. Sein früher Tod schwächte die englische Herrschaft in Nordwestirland weiter.
Mit seiner Frau Emeline hatte Longespée mindestens zwei Kinder:
- Emeline de Longespée ⚭ Maurice fitz Maurice
- Ela de Longespée (1245–1276) ⚭ Roger la Zouche